# Enzo Couacaud
 Enzo Couacaud  (nacido el 1 de marzo de 1995) es un tenista profesional francés.

## Carrera
Su mejor ranking individual es el n.º 151 alcanzado el 17 de julio de 2023, mientras que en dobles logró la posición 188 el 8 de marzo de 2021.
No ha logrado hasta el momento títulos de la categoría ATP si en la ATP Challenger Tour 2 individuales y 2 en dobles, además de haber obtenido dos títulos Futures en individuales.
Al 17 de noviembre de 2024 se encuentra en el puesto 206° del Ranking ATP.

## Títulos Challenger (6; 3+3)

### Individual (3)
| N.° | Fecha      | Torneo         | Superficie    | Oponente en la final     | Resultado        |
| --- | ---------- | -------------- | ------------- | ------------------------ | ---------------- |
| 1.  | 09.09.2018 | Cassis         | Dura          | Ugo Humbert              | 6-2, 6-3         |
| 2.  | 28.02.2021 | Gran Canaria I | Tierra batida | Steven Diez              | 7-6(5), 7-6(3)   |
| 3.  | 07.04.2024 | Florianópolis  | Tierra batida | João Lucas Reis da Silva | 3-6, 6-4, 7-6(1) |

### Dobles (3)
| N.° | Fecha      | Torneo          | Superficie    | Pareja          | Oponente en la final                        | Resultado        |
| --- | ---------- | --------------- | ------------- | --------------- | ------------------------------------------- | ---------------- |
| 1.  | 17.10.2020 | Alicante        | Tierra batida | Albano Olivetti | Iñigo Cervantes Oriol Roca Batalla          | 4-6, 6-4, [10-2] |
| 2.  | 06.03.2021 | Gran Canaria II | Tierra batida | Manuel Guinard  | Javier Barranco Cosano Eduard Esteve Lobato | 6-1, 6-4         |
| 3.  | 16.07.2022 | Rome            | Dura (i)      | Andrew Harris   | Ruben Gonzales Reese Stalder                | 6-4, 6-2         |